# Steel Bank Common Lisp
Steel Bank Common Lisp (SBCL) è un'implementazione libera del linguaggio di programmazione Common LISP. Deriva da un fork di CMUCL (Carnegie Mellon University Common Lisp) e condivide la maggior parte del codice con esso. Il motivo che ha spinto al fork era pulire il codice per permettere il supporto di nuovi sistemi e un mantenimento più semplice (la corrente principale di sviluppo di CMUCL tendeva invece ad aumentare il codice presente, senza grandi pulizie). Gli sviluppatori sperano che il progetto possa fornire un'implementazione pienamente conforme agli standard del Common Lisp con l'elevata performance caratteristica di CMUCL, facile da estendere e da testare, e che sia portabile su altre piattaforme.
Il nome "Steel Bank Common Lisp" è un gioco di parole basato sul nome del progetto padre. Andrew Carnegie ha fatto la sua fortuna nell'industria del metallo (steel) e Andrew Mellon era un banchiere di successo.
Attualmente SBCL è sottoposto ad uno sviluppo più attivo e a release più frequenti che CMUCL.